# Богдан Мрвош
Богдан Мрвош (Гомирје, Горски Котар, 4. јануар 1939 – Панчево, 25. јун 1997) био је српски песник, приповедач, есејист, књижевни критичар, новинар и преводилац с енглеског и француског.

## Биографија
Родио се у породици оца Душана Мрвоша, службеника, и мајке Милеве, рођене Мамула, вариоца. Гимназију је завршио у Краљеву 1957. а у Београду, на Филолошком факултету, дипломирао општу књижевност са теоријом књижевности 1962. године. Од тада дуго ради као новинар у Краљеву, Панчеву и Београду, да би се од 1990. посветио само издавачкој делатности.
Био је главни и одговорни уредник краљевачког књижевног часописа „Октобар“ (1966 – 1968) и панчевачке „Трибине“ (1969 – 1979), потом књижевни критичар и уредник Културне рубрике листа Борба (1980 – 1990). Једно време је био председник Заједнице књижевника Панчево и, од оснивања часописа 1989. до своје смрти, главни и одговорни уредник часописа „Свеске“.
У знак сећања на Богдана Мрвоша, Књижевни клуб из Краљева установио је награду с његовим именом коју додељује сваке године песнику старости до 30 година за најбоље необјављене песме.

## Дела

### Поезија
- Сви моји људи, 1976.
- Песма нешто ради, 1980.
- Смрт у кући, 1983.

### Песме за децу
- Момак и по, 1985.
- Душка прича виц, 1992.

### Проза
- Писма у ништа, Нови Сад, 1988.

### Књижевна критика
- Шта хоће Вавилон, Заједница књижевника Панчево, Панчево, 1996,

### Преводи
- Леонард Коен, Напредовање стила, изабране песме, Београд, 1988.

### Антологије и избори
- Антологија новије канадске поезије, избор, предговор и превод са енглеског и француског језика, Панчево, 1991.
- Антологија „Свеске“, најбољe кратке приче 1995, Панчево 1996.

### Постхумна издања
- Измицање здравља, песме, Панчево, 1998.
- Из друге руке, приче, 2000.
- У шуми мрачној као време, уводници у Свескама 1989-1997, Панчево 2007.

## Награде
- Награда Радоје Домановић, 1983,